# Oskar Russberg
Oskar Russberg (ur. 13 sierpnia 1989 r.) – szwedzki wioślarz.

## Osiągnięcia
- Mistrzostwa Świata U-23 – Račice 2009 – czwórka podwójna wagi lekkiej – 8. miejsce[1].
- Mistrzostwa Świata U-23 – Brześć 2010 – dwójka podwójna wagi lekkiej – 7. miejsce[1].
- Mistrzostwa Europy – Montemor-o-Velho 2010 – dwójka podwójna wagi lekkiej – 14. miejsce[1].